# Kushibiki Kazuki
Kushibiki Kazuki (sinh ngày 12 tháng 2 năm 1993) là một cầu thủ bóng đá người Nhật Bản thi đấu cho Nagoya Grampus.

## Sự nghiệp
Vào tháng 12 năm 2016, Kushibiki ký hợp đồng với Nagoya Grampus theo dạng cho mượn, making the transfer permanent ngày 19 tháng 12 năm 2017.

## Thống kê sự nghiệp

### Câu lạc bộ
Tính đến trận đấu diễn ra ngày 19 tháng 11 năm 2017
| Câu lạc bộ            | Mùa giải            | Giải vô địch        | Giải vô địch | Giải vô địch | Cúp Quốc gia | Cúp Quốc gia | Cúp Liên đoàn | Cúp Liên đoàn | Châu lục | Châu lục  | Khác    | Khác      | Tổng    | Tổng      |
| Câu lạc bộ            | Mùa giải            | Hạng đấu            | Số trận      | Bàn thắng    | Số trận      | Bàn thắng    | Số trận       | Bàn thắng     | Số trận  | Bàn thắng | Số trận | Bàn thắng | Số trận | Bàn thắng |
| --------------------- | ------------------- | ------------------- | ------------ | ------------ | ------------ | ------------ | ------------- | ------------- | -------- | --------- | ------- | --------- | ------- | --------- |
| Consadole Sapporo     | 2011                | J2                  | 13           | 0            | 0            | 0            | -             | -             | -        | -         | -       | -         | 13      | 0         |
| Consadole Sapporo     | 2012                | J1                  | 11           | 0            | 0            | 0            | 6             | 0             | -        | -         | -       | -         | 17      | 0         |
| Consadole Sapporo     | 2013                | J2                  | 17           | 0            | 1            | 0            | -             | -             | -        | -         | -       | -         | 18      | 0         |
| Consadole Sapporo     | 2014                | J2                  | 24           | 1            | 1            | 0            | -             | -             | -        | -         | -       | -         | 25      | 1         |
| Consadole Sapporo     | 2015                | J2                  | 37           | 0            | 1            | 0            | -             | -             | -        | -         | -       | -         | 38      | 0         |
| Consadole Sapporo     | 2016                | J2                  | 17           | 0            | 1            | 0            | -             | -             | -        | -         | -       | -         | 18      | 0         |
| Consadole Sapporo     | Tổng                | Tổng                | 119          | 1            | 4            | 0            | 6             | 0             | -        | -         | -       | -         | 129     | 1         |
| Nagoya Grampus (mượn) | 2017                | J2                  | 34           | 1            | 3            | 0            | –             | –             | –        | –         | 2       | 0         | 39      | 1         |
| Nagoya Grampus        | 2018                | J1                  | 0            | 0            | 0            | 0            | –             | –             | –        | –         | –       | –         | 0       | 0         |
| Tổng cộng sự nghiệp   | Tổng cộng sự nghiệp | Tổng cộng sự nghiệp | 153          | 2            | 7            | 0            | 6             | 0             | -        | -         | 2       | 0         | 168     | 2         |

## Danh hiệu
Consadole Sapporo
- J2 League (1): 2016